# Embraer
Embraer S.A. (o Empresa Brasileira de Aeronáutica S.A.) es un fabricante aeronáutico brasileño. La compañía produce aviones comerciales, militares y ejecutivos. Ha sido el mayor exportador del país entre 1999 y 2001, ocupando siempre alguno de los tres primeros puestos en Brasil. Entre las fábricas aeronáuticas, ocupa el tercer lugar en cuanto al número de personas que integran su fuerza laboral, por detrás de Boeing y Airbus; y también es la tercera en cantidad de entregas anuales de aviones, nuevamente detrás de Boeing y Airbus.
La compañía tiene su sede central en São José dos Campos, São Paulo, junto con su planta principal y el centro de diseño e ingeniería. Embraer cuenta con otra planta en Gavião Peixoto, también en el estado de São Paulo, donde se fabrican los componentes más importantes y se realizan las pruebas de vuelo. Cabe destacar que esta instalación cuenta con una pista de 5000 metros de longitud, lo cual la convierte en la tercera pista más larga del mundo.
Embraer tiene delegaciones comerciales y de mantenimiento en los Estados Unidos y Portugal, además de oficinas comerciales en Francia, Singapur y China.[cita requerida]

## Historia

### Fundación

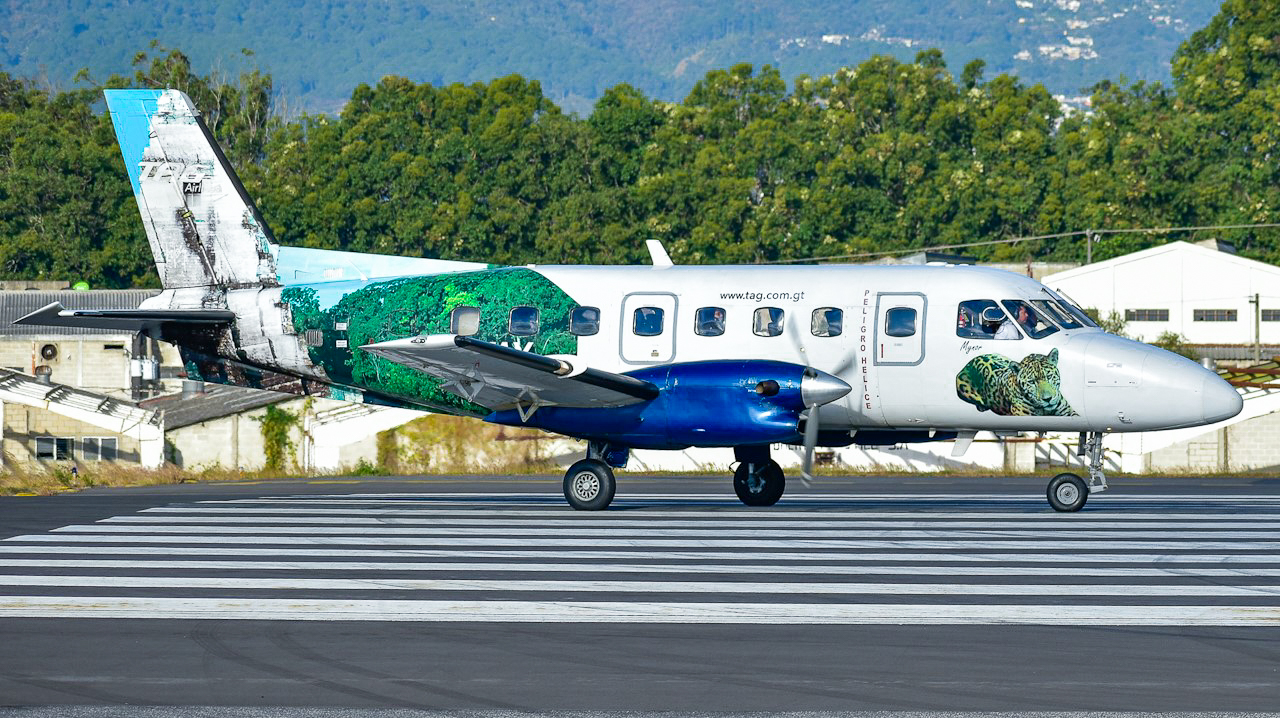
EMB 110 Bandeirante, primer modelo de exportación de la compañía.

La creación de una constructora aeronáutica brasileña fue estudiada por el gobierno de Brasil durante los años 1940, como parte del plan para impulsar el desarrollo tecnológico del país, basándose en tres entidades: el Mando General para la Tecnología Aeroespacial (CTA), el Instituto de Tecnología Aeronáutica y Embraer.
El primer paso para el desarrollo de la industria aeronáutica brasileña fue la creación del IPD (Instituto de Pesquisas e Desenvolvimento, o Instituto de Investigación y Desarrollo), ahora conocido como IAE (Instituto Aeronáutico y Espacial), fundado dentro del CTA el 1 de enero de 1954. En los años siguientes, el IPD desarrolló varios proyectos, como el helicóptero Beija-Flor. Aunque estos proyectos no tuvieron repercusión comercial, fueron cruciales para el avance del desarrollo de la industria aeronáutica brasileña.
El cambio más significativo ocurrió el 29 de marzo de 1965, cuando el IPD recibió una propuesta para diseñar un avión bimotor turbohélice. El proyecto creció y se convirtió en el IPD-6504, o Embraer EMB 110 Bandeirante, que voló por primera vez el 26 de octubre de 1968. El IPD quería que el 6504 se produjera en serie, pero la falta de interés por parte de las constructoras privadas lo impidió, lo que hizo evidente la necesidad de fundar una constructora de propiedad estatal.
Finalmente, el 29 de julio de 1969, el Ministerio de Aeronáutica creó Embraer. En ese momento, la compañía contaba con unos 500 empleados, incluidos ingenieros del CTA y del ITA y se planeaba construir dos Bandeirante al mes. El ingeniero Ozires Silva, miembro del equipo que creó el Bandeirante, se convirtió en el presidente de la nueva compañía.[cita requerida]

### Crecimiento y expansión de dominio

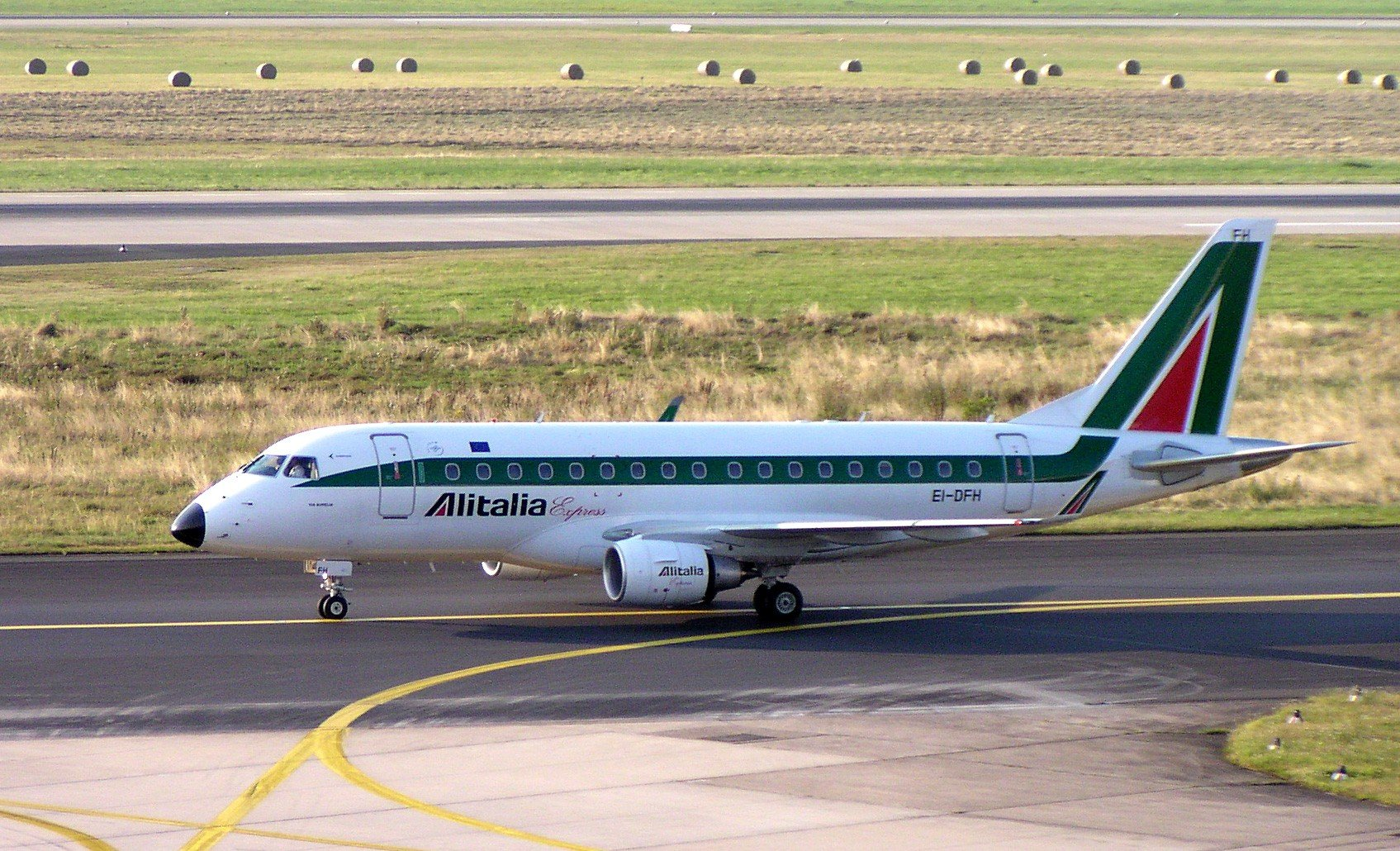
ERJ 170 LR de Alitalia Express.

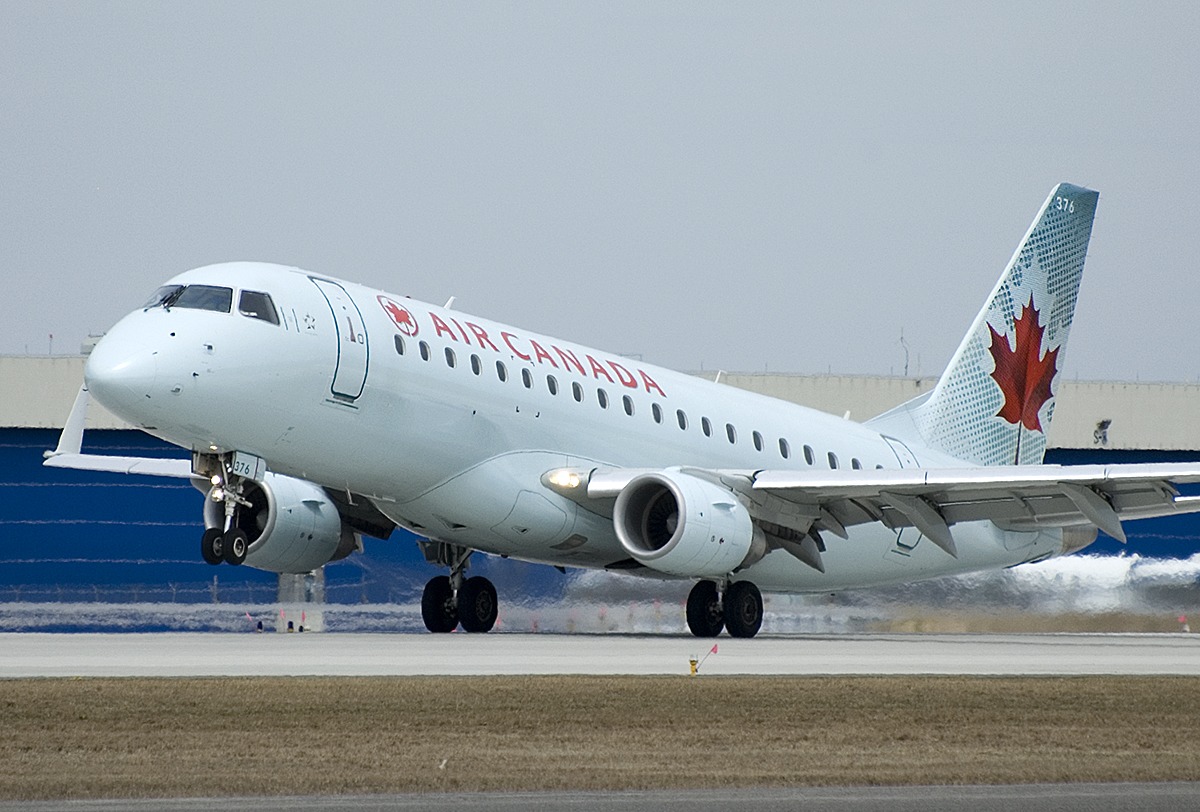
Embraer 175 de Air Canada.

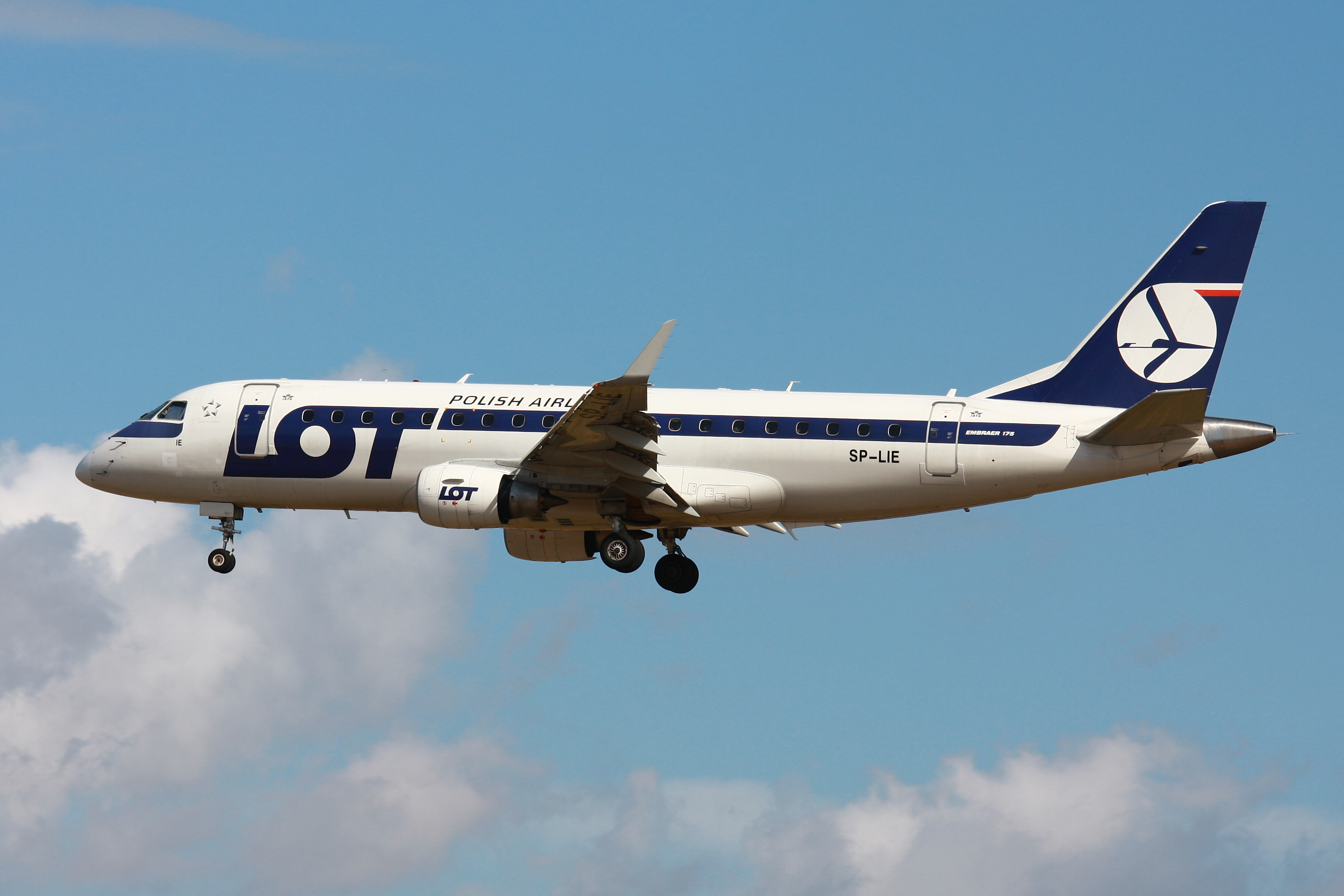
ERJ 175 de LOT Polish Airlines.

Las tres primeras series del Bandeirante fueron entregadas en febrero de 1973 a la Fuerza Aérea Brasileña. En el mismo mes, Transbrasil compró el primer Bandeirante para uso comercial, que voló por primera vez el 16 de abril de 1973. Las exportaciones comenzaron en 1975, y el proyecto Bandeirante resultó ser un gran éxito en el mercado internacional de la aviación, eclipsando a otros aviones de prestaciones similares. En total se vendieron unos 500 Bandeirante, los que fueron exportados hacia 36 países diferentes.
El Ministerio de Aeronáutica de Brasil hizo grandes esfuerzos para contribuir al crecimiento de Embraer. Dos proyectos existentes, el planeador Urupema y el fumigador EMB-202 Ipanema, fueron transferidos a la nueva empresa. Asimismo aceptaron un encargo para montar 122 aviones de entrenamiento Aermacchi MB-326 (posteriormente llamados Xavante). El Ipanema sigue produciéndose con más de 1000 unidades vendidas, mientras que el Xavante fue fabricado durante 11 años, con 186 unidades vendidas.
En agosto de 1974, Embraer estableció un consorcio con Piper Aircraft para fabricar algunos tipos de aeronaves bajo licencia, incluidos los modelos PA-28 Cherokee, PA-34 Seneca y PA-31 Navajo. Estos aviones recibieron respectivamente los nombres de EMB-712 Tupi, EMB-810D Seneca y EMB-820C Navajo. Todos estos productos, junto al Ipanema, fueron transferidos a la subsidiaria Industria Aeronáutica Neiva en marzo de 1980.
El 22 de octubre de 1975, realiza su vuelo inaugural el primer avión de cabina presurizada de la empresa, el Embraer EMB 121 Xingu. Este avión era más pequeño que el Bandeirante, de forma que no se convirtió en su sucesor; se construyeron unas pocas docenas de Xingus, de los cuales la mayoría fueron entregados a la Fuerza Aérea Francesa en 1981. Por orden del Ministerio de Aeronáutica, Embraer desarrolló su primer avión de combate, el Embraer EMB-312 Tucano, que realizó su vuelo inaugural el 16 de diciembre de 1980. Este avión se convertiría en el turbohélice de entrenamiento militar más exitoso jamás construido, con más de 650 unidades vendidas en todo el mundo.
El desarrollo de un avión regional capaz de sustituir al Bandeirante comenzó a finales de los años 70. Este proyecto consistía en un turbohélice con capacidad para 30-40 pasajeros, el EMB-120 Brasilia, certificado para volar en mayo de 1985. A diferencia del Bandeirante, el Brasilia comenzó como producto para la exportación, entrando en servicio con la aerolínea norteamericana Atlantic Southeast Airlines (ASA). Esto fue resultado de la confianza que Embraer se ganó en el mercado internacional de la aviación con el Bandeirante. Oficialmente la producción del Brasilia finalizó en 2002 con 350 unidades vendidas; sin embargo, el avión se sigue fabricando bajo demanda.
En julio de 1981, Embraer se unió al Programa Internacional AMX International AMX, cuyo objetivo era la construcción de un avión subsónico de combate. Junto con Aeritalia, actualmente dividida en Alenia Aeronautica y Aermacchi, Embraer trabajó en el desarrollo del caza AMX, que serviría para reemplazar las viejas flotas militares de Italia y Brasil. El primer AMX brasileño realizó su vuelo inaugural el 16 de octubre de 1985. Este proyecto le permitió a Embraer acceder a nuevas tecnologías que serían cruciales en los proyectos siguientes.[cita requerida]

### Crisis de 1990, privatización y recuperación

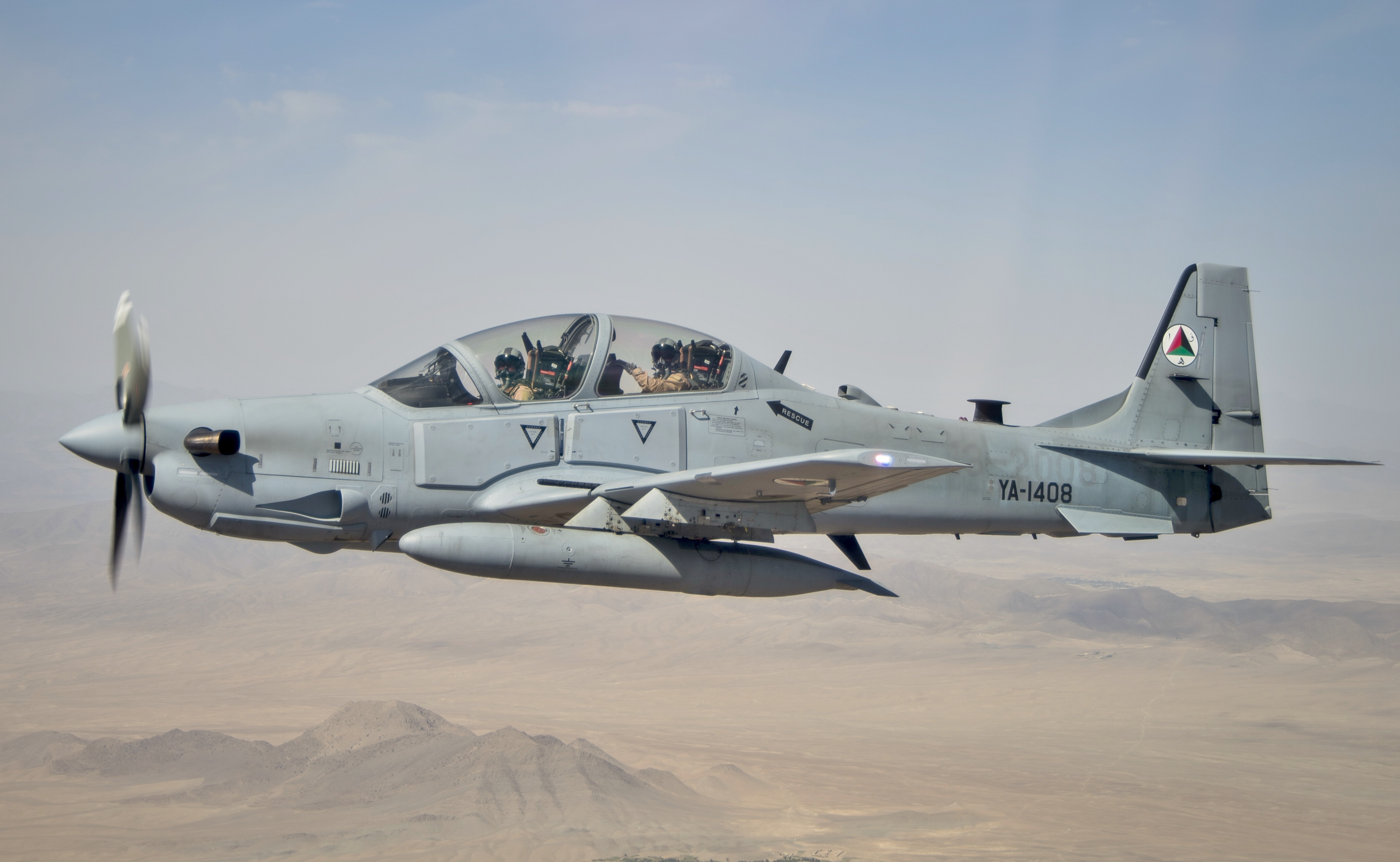
EMB 314 Super Tucano de la Fuerza Aérea Afgana.

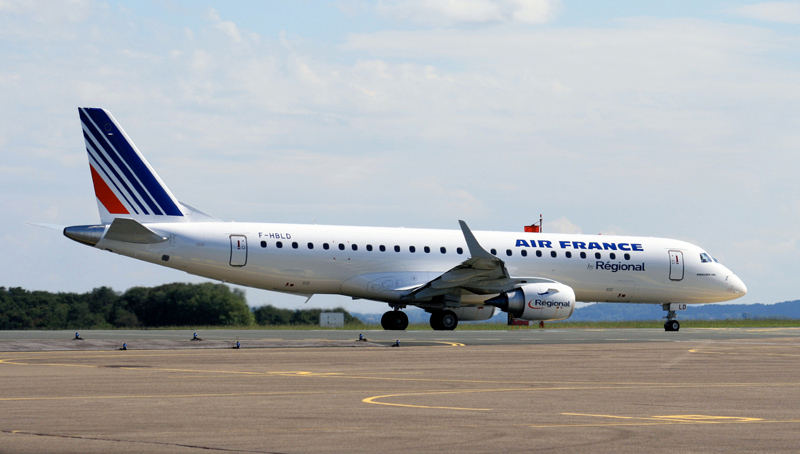
EMB190 de Air France Regional.

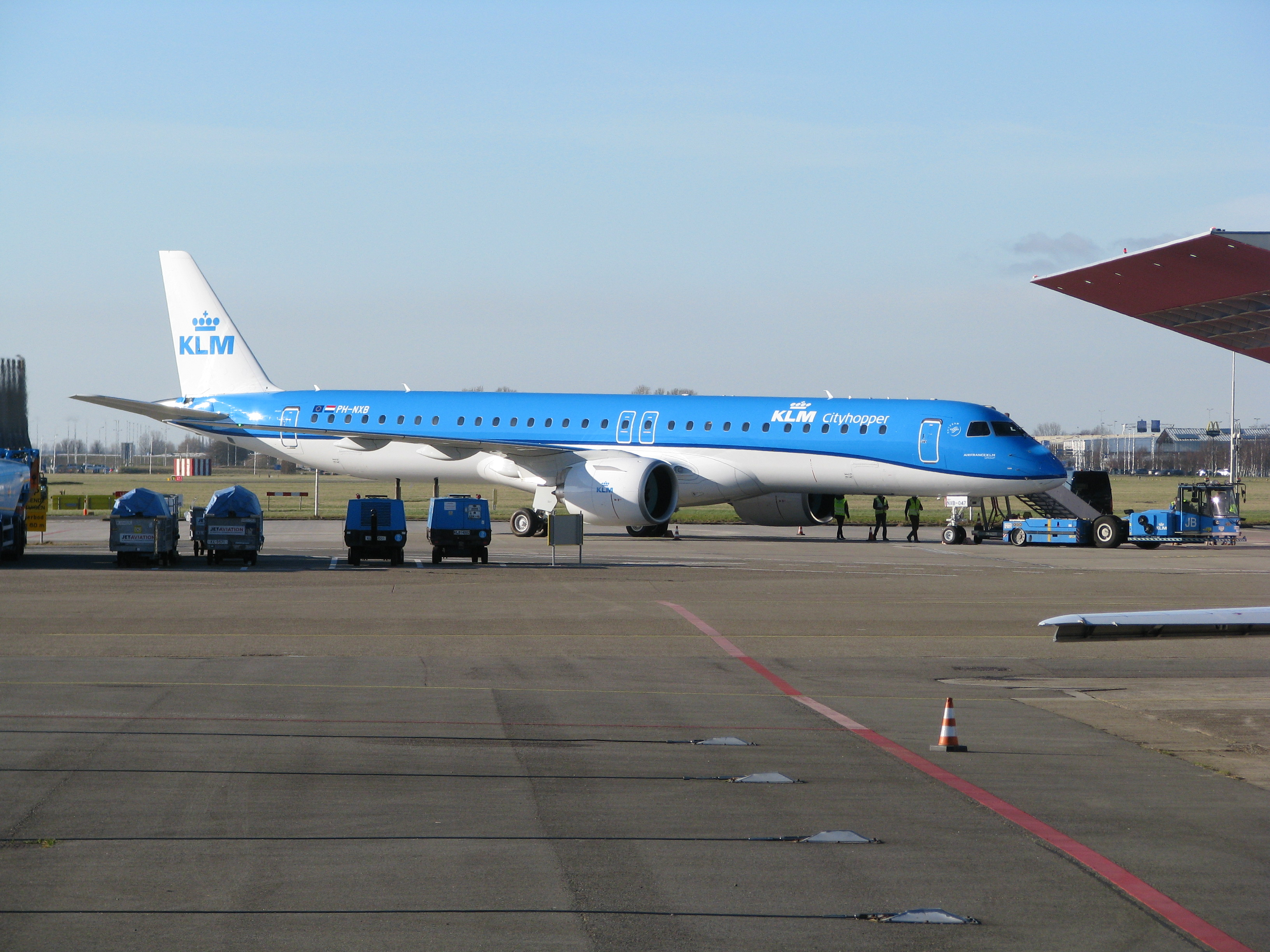
E195-E2 de KLM Cityhopper.

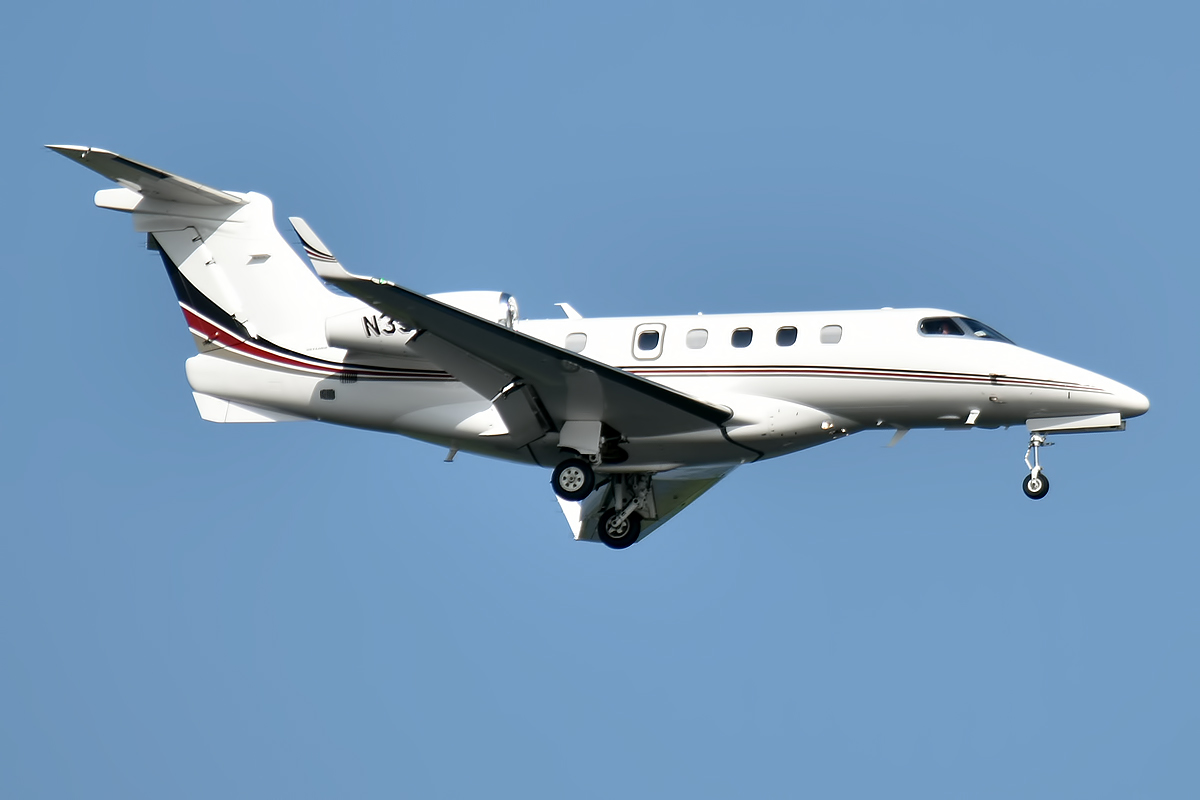
Phenom 300 de la línea de aviación ejecutiva.

El siguiente proyecto comercial consistía en un avión turbohélice con capacidad para 19 pasajeros desarrollado en asociación con FMA, actual Fábrica Argentina de Aviones - Fadea, el CBA 123 Vector, que voló por primera vez el 30 de julio de 1990. Aunque incluyó algunas de las tecnologías más avanzadas del momento, el Vector no fue aceptado por el mercado a causa de su alto precio, y el proyecto fue cancelado sin que se realizara ni una sola venta.
A finales de los 80, las inversiones gubernamentales en la industria aeroespacial se redujeron, debido a la aprobación de la Constitución de 1988 que anulaba cualquier tipo de ayuda oficial a la industria y a la creciente falta de interés en el área de defensa tras el fin de la Guerra Fría. Estos hechos unidos al fracaso del proyecto Vector y a la crisis en la aviación provocada por la escalada del precio del petróleo en 1990, hizo caer a Embraer en una profunda crisis financiera. Se realizaron importantes recortes de gastos hasta 1994, y de los 12 600 empleados que había en 1990, sólo permanecieron 3 200. Pese a todos estos sucesos, los ingenieros de Embraer se centraron en un nuevo proyecto, un avión regional de motores turbofán para 45 pasajeros, el ERJ 145.
El 7 de diciembre de 1994 Embraer fue privatizada y Mauricio Botelho, antiguo director general de Bozano Group, fue nombrado presidente. Las habilidades de Botelho como hombre de negocios contribuyeron positivamente a la recuperación de la compañía. Los consorcios con otras compañías aseguraron inversiones suficientes para el desarrollo del ERJ 145. Las excepcionales ventas del nuevo avión regional permitió a Embraer recuperarse y volver a su posición como una de las mayores constructoras aeronáuticas del mundo. Más de 900 ERJ 145 y sus derivados comerciales, ejecutivos y militares fueron entregados hasta principios de 2006.
El siguiente modelo en ser desarrollado fue un moderno avión militar de entrenamiento y ataque ligero, el Embraer EMB 314 Super Tucano o ALX, que voló por primera vez el 2 de junio de 1999. Este avión fue originalmente vendido a las Fuerzas Aéreas Brasileña y Colombiana, y principalmente se utiliza en la región amazónica.
En julio de 1999 Embraer anunció el desarrollo de una nueva familia de aviones: los Embraer E-Jets, que comprenderían los 170, 175, 190 y 195. Con esta decisión, Embraer avanzó hacia el mercado de los aparatos de entre 70 y 110 plazas. El vuelo inaugural del primer modelo, el Embraer 170, tuvo lugar el 19 de febrero de 2002.
Embraer también busca aumentar su presencia en el mercado de los aviones ejecutivos con distintos modelos de varios tamaños: el Lineage 1000, el Legacy 600, el Phenom 100 y el Embraer Phenom 300. En la rama de defensa, Embraer desarrolla sistemas para misiones terrestres y aéreas, teniendo por clientes principales a las Fuerzas Armadas de Brasil, México, Colombia, Grecia e India.
El 31 de mayo de 2005 la compañía anunció sus planes de presentar dos nuevos modelos de avión, los Phenom 100 y Phenom 300,  en el mercado de la aviación ejecutiva. Estos nuevos modelos buscan complementar la oferta existente con el Legacy 600 en los segmentos de aviones ligeros y muy rápidos. Asimismo, el 2 de mayo de 2006 la empresa anunció la próxima comercialización de una versión ejecutiva de su reactor E-190, llamada Lineage 1000, cuyas primeras entregas estaban previstas para mediados de 2008.

## Embraer Defensa y Seguridad (EDS)

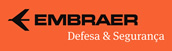
Logotipo de Defensa y Seguridad.

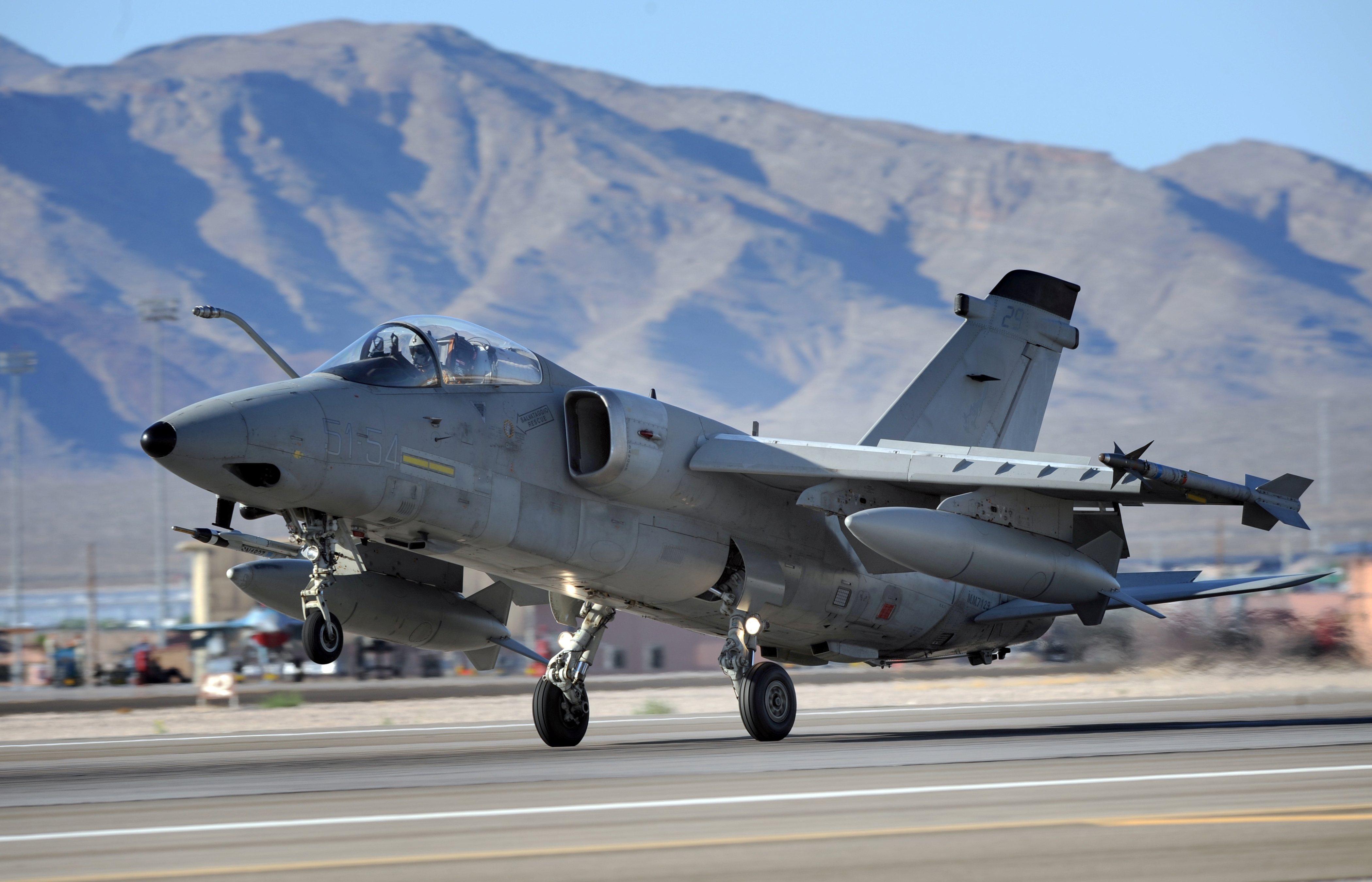
AMX International de la Aeronautica Militare Italiana.

Esta división de Embraer fue fundada a principios de 2011, cuya unidad industrial está ubicada en la ciudad de Gavião Peixoto, en el estado de São Paulo, Brasil. EDS tiene un papel estratégico en el sistema de defensa brasileño, con foco en el desarrollo de proyectos, fabricación y modernización de aeronaves militares, actuando también en tecnologías de sistemas de radar, información, comunicación, vigilancia y reconocimiento. Para 2013, EDS había suministrado y modernizado más del 70% de la flota de aviones Northrop F5, Super Tucano y AMX de la Fuerza Aérea Brasileña (FAB).
Embraer tiene alianzas estratégicas con empresas que operan en áreas tecnológicas, tales como comando y control, radares y Vehículos aéreos no tripulados (Vants):
- Atech - proyectos de sistemas estratégicos, como el Sistema de Vigilancia y Protección de la Amazonía (SIVAM y SIPAM), los sistemas brasileños de Gestión y Control del Espacio Aéreo, entre otros.

- Bradar - empresa especializada en sensores remotos y radares de vigilancia aérea y terrestre.

- EVE - en el área de Urban Air Mobility, el futuro medio de transporte público a través de aeronaves eléctricas de despegue y aterrizaje vertical (eVTOLs). Trabaja en el diseño del nuevo tipo de aeronave, en la creación del nuevo modo de transporte, estudiando adecuaciones en terminales aéreas, estaciones de carga eléctrica y sugerencias de nuevas reglas de tráfico aéreo para coordinar el movimiento de eVTOLs.

- OGMA: ofrece soluciones MRO (mantenimiento, reparación y operaciones) que incluyen actualizaciones de aeronaves, motores y componentes. También desarrolla estructuras aeronáuticas complejas metálicas y composite.

- Savis - diseña, certifica, industrializa e implementa sistemas y servicios en el área de monitoreo de fronteras.

- Visiona - es una asociación entre EDS y Telecomunicações Brasileiras S.A. (Telebras), enfocada en la integración del Satélite Geoestacionario para Defensa y Comunicaciones Estratégicas del gobierno brasileño.

En enero de 2016, debido a limitaciones presupuestarias, se creó la empresa conjunta Harpia Sistemas S.A., una sociedad entre EDS, AEL Sistemas y Avibras, firmado en septiembre de 2011.

## Accionistas

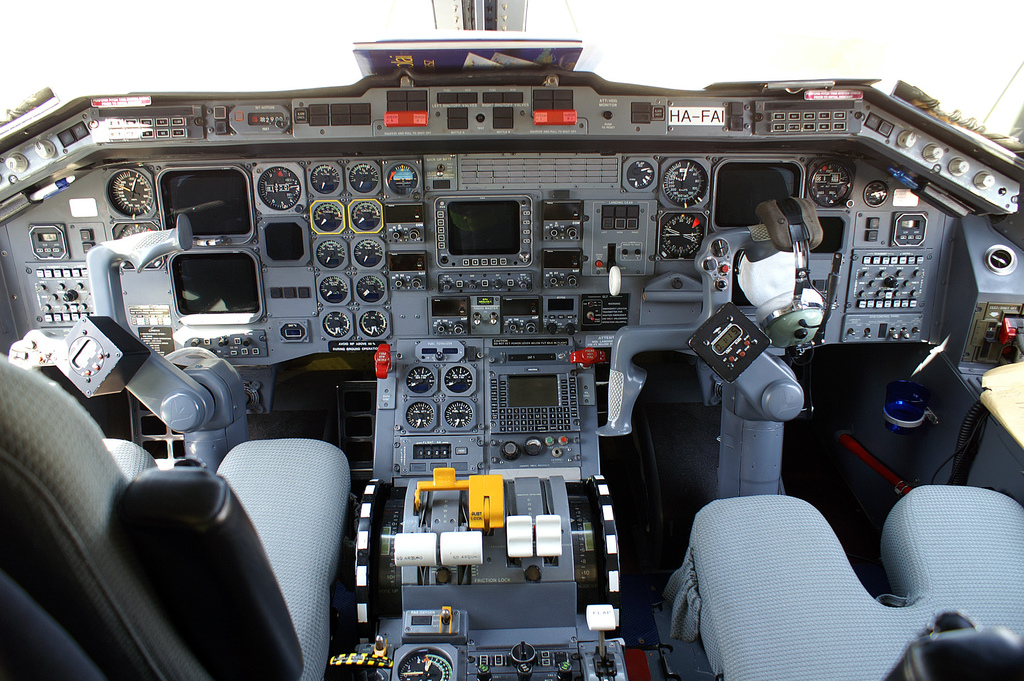
Cabina del Embraer 120 HA-FAI.

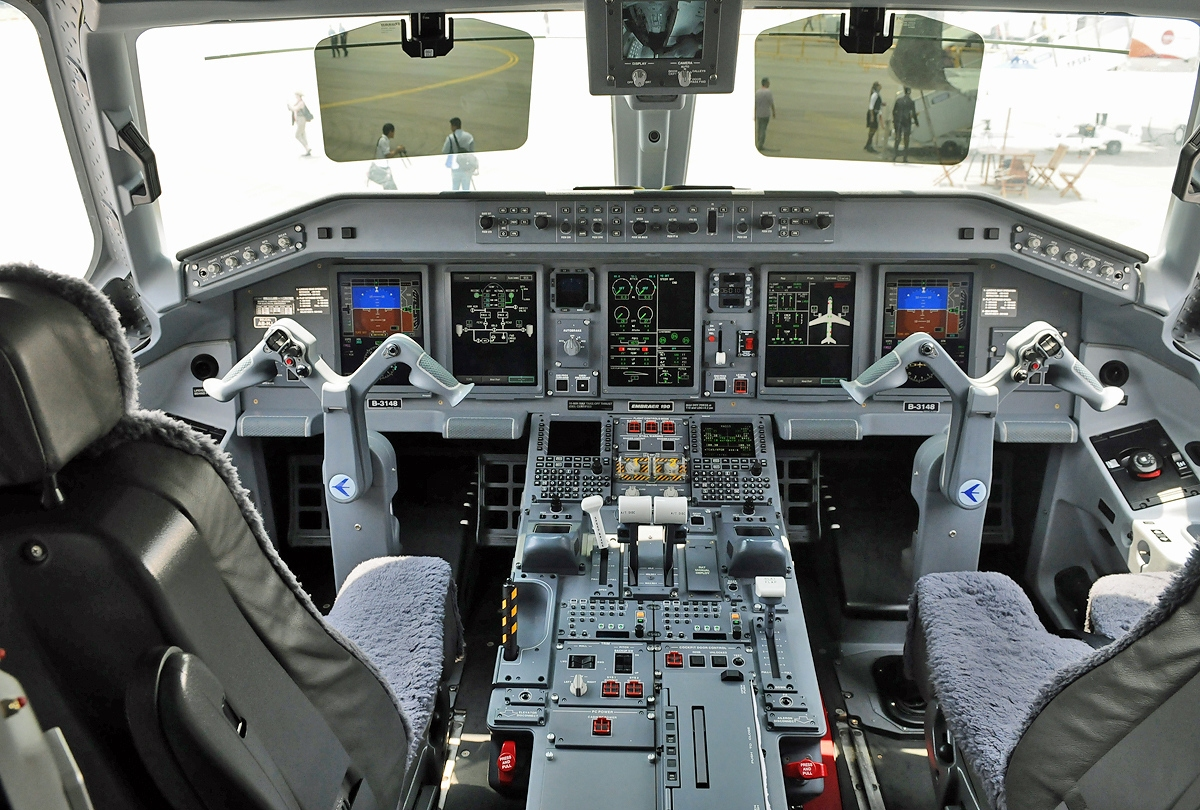
Cabina de mando de un Embraer 190 de China Southern Airlines.

Originalmente, Embraer estaba controlada por el gobierno brasileño, que poseía el 51% de las acciones, mientras que el 49% restante pertenecía a inversores privados. Con la privatización en 1994, el control pasó a manos de tres grupos brasileños de inversión (los fondos de pensiones Previ y Sistel, y el Bozano Group), cada uno con un 20% del capital. Otro 20% fue adquirido en 1999 como parte de una alianza estratégica para desarrollar un avión militar avanzado junto al consorcio europeo Airbus Group, Dassault Aviation y Thales Group, cada uno con un 5.67%, y SNECMA con un 2.99%. El resto de las acciones se puso a la venta al público en la bolsa.El gobierno brasileño permaneció involucrado mediante la posesión de una «acción de oro» (1% del capital), que permitía vetar ciertos acuerdos relacionados con la aviación militar y la venta de tecnología a otros países.
El 31 de marzo de 2006, se aprobó una reestructuración de capital, consistiendo en una distribución más sencilla compuesta por un solo tipo de acciones (acciones comunes). En 2022, el capital de Embraer totaliza 740 465 044 acciones, negociadas en la B³ (Bolsa de Valores de São Paulo) bajo el ticker EMBR3 y en la Bolsa de Nueva York (ERJ). Las acciones se distribuyen de la siguiente manera: Brandes posee el 15.1% del capital de la empresa, BNDESpar el 5.4% y BlackRock el 5.1%, siendo el resto distribuido entre el mercado minorista.
En 2021, la compañía registró ingresos totales por US$4.197 millones, un beneficio neto de US$44.7 millones y una plantilla total de 15 427 empleados.

## Aviones originales

### Comerciales
- Embraer EMB 110 Bandeirante
- Embraer EMB 120 Brasilia
- Embraer EMB 121 Xingu
- Embraer/FMA CBA 123 Vector

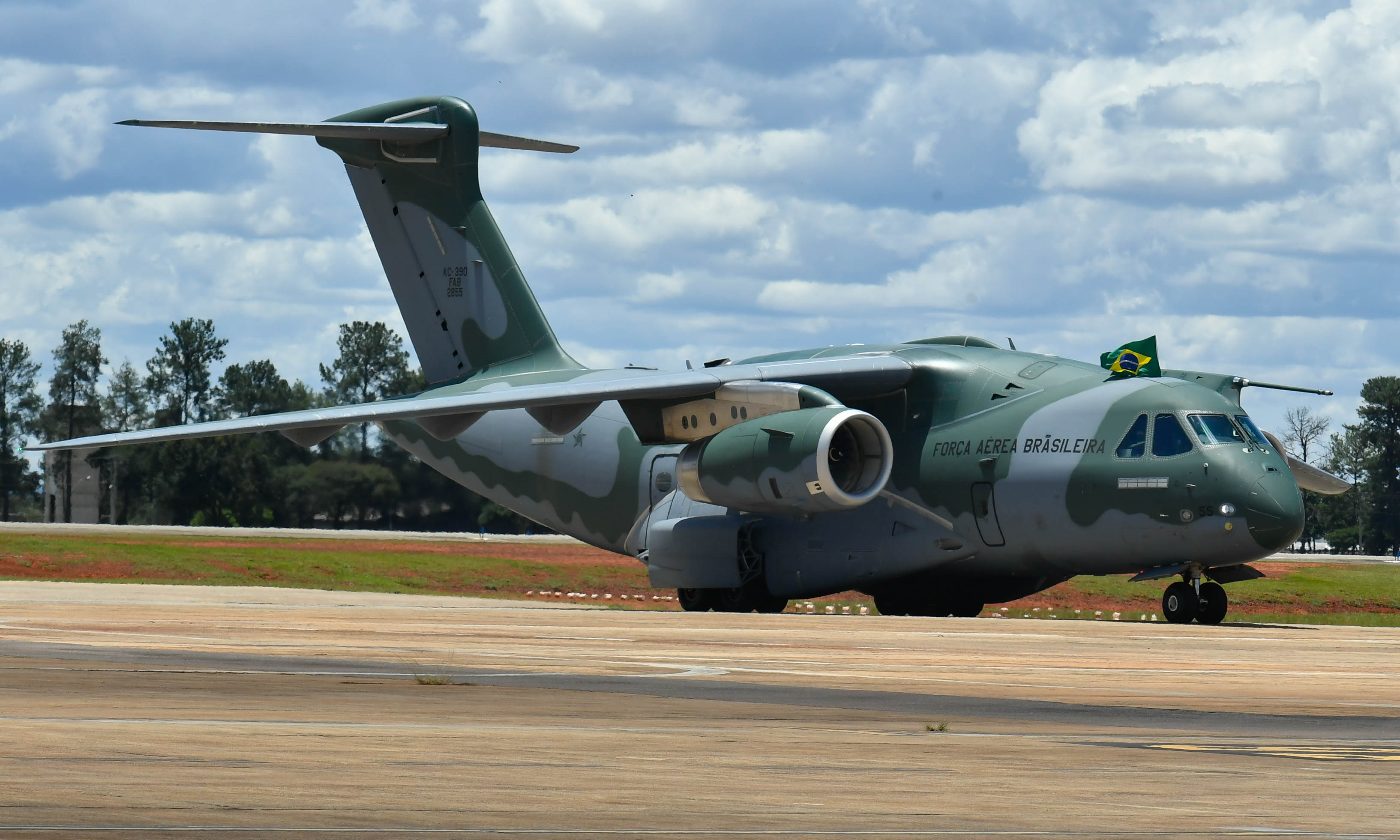
C-390 de la Fuerza Aérea Brasileña proveniente de Ucrania.

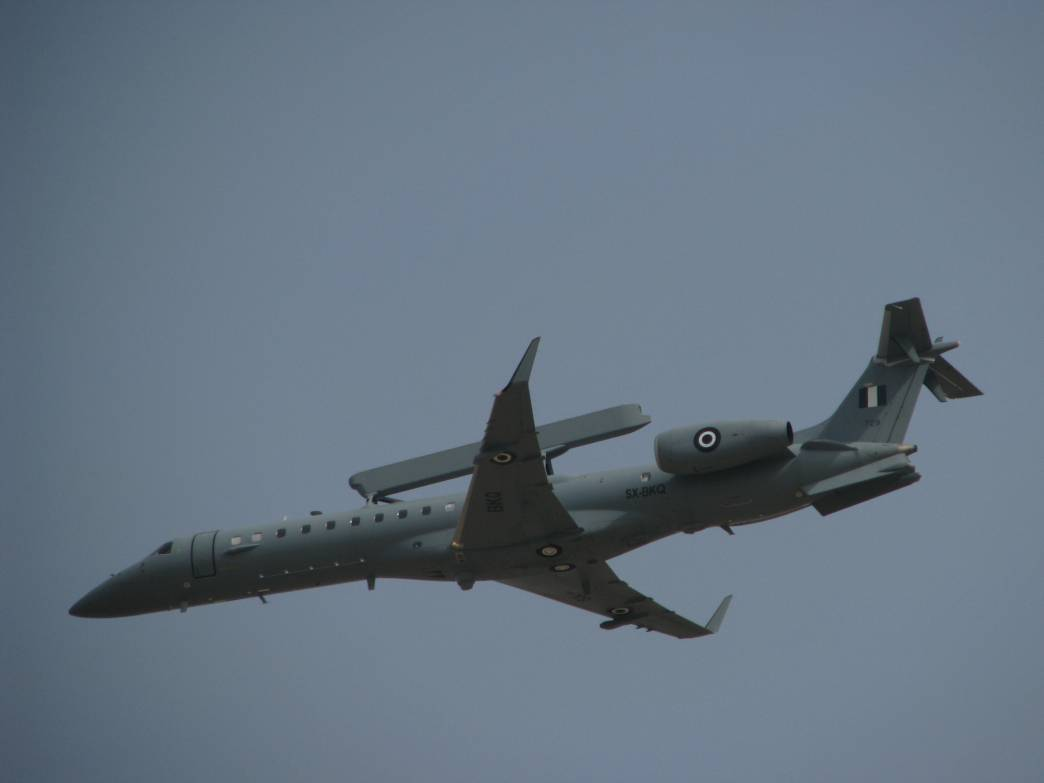
EMB-145H AEW&C de la Fuerza Aérea Griega.

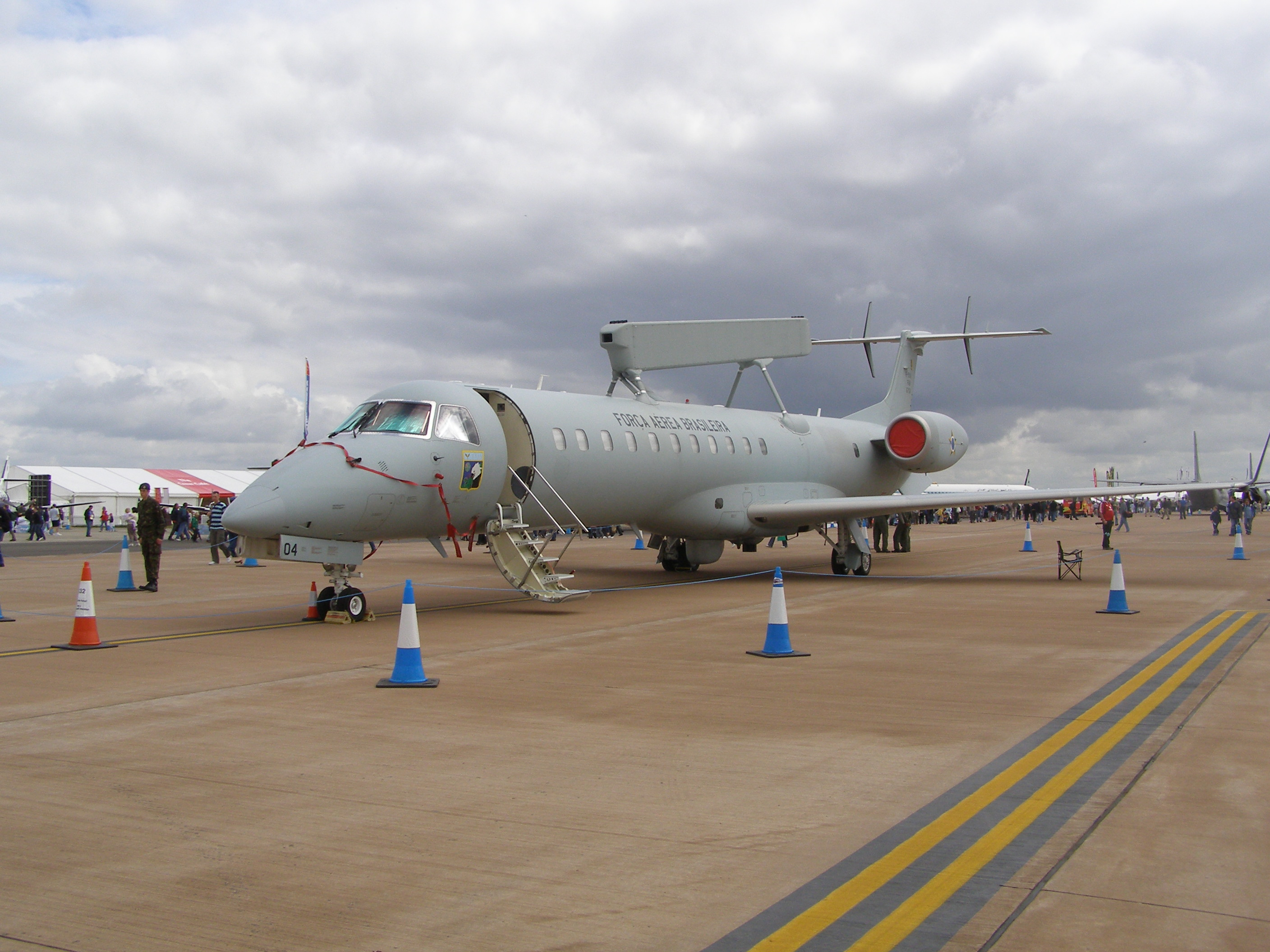
R-99A de la Fuerza Aérea Brasileña.

- Familia Embraer ERJ, que comprende:
  - Embraer ERJ 135
  - Embraer ERJ 140
  - Embraer ERJ 145
- Embraer E-Jets, que comprende:
  - Embraer 170
  - Embraer 175
  - Embraer 190
  - Embraer 195
- Embraer E-Jets E2, que comprende:
  - Embraer 175-E2
  - Embraer 190-E2
  - Embraer 195-E2

### Militares
- Embraer EMB-312 Tucano
- AMX International AMX
- Saab 39 Gripen (bajo licencia)
- Embraer EMB 314 Super Tucano
- Embraer C-390 Millennium
- Variantes militares de la familia Embraer ERJ 145, que comprenden:
  - Embraer 145 AEW&C (E-99): Versión de alerta aérea temprana.
  - Embraer 145 MULTI INTEL (R-99): Versión de detección remota.
  - Embraer 145 MP (P-99): Versión de vigilancia marítima.

### Ejecutivos
- Embraer Lineage 1000
- Embraer Legacy 600
- Embraer Phenom 100
- Embraer Phenom 300
- Embraer Praetor 500/600

### Fumigadores
- EMB 202 Ipanema